# Historia del uniforme del RasenBallsport Leipzig
La indumentaria del equipo es camiseta blanca, pantaloneta roja y medias blancas. El apodo del equipo es "Die Roten Bullen" (Los Toros Rojos), siendo así un Toro su mascota.

## Historia y evolución
- Marca deportiva actual: Puma
- Uniforme Titular: Camiseta blanca, pantaloneta roja y medias blancas.
- Uniforme Alternativo: Camiseta azul marino, pantaloneta amarilla y medias azul marino.
- Tercer uniforme: Camiseta negra con detalles rojos y amarillos, pantaloneta negra y medias rojas.

### Proveedores y patrocinadores
| Período   | Proveedor | Patrocinador (pecho) |
| --------- | --------- | -------------------- |
| 2009—2014 |           |                      |
| 2014—2024 |           |                      |
| 2024—     |           |                      |